# Ga Yên Bái
Ga Yên Bái là một nhà ga xe lửa tại phường Yên Bái, tỉnh Lào Cai. Nhà ga là một điểm của đường sắt Hà Nội - Lào Cai và nối với ga Văn Phú với ga Cổ Phúc.
| Ga trước Văn Phú | Đường sắt Việt Nam Đường sắt Hà Nội - Lào Cai | Ga sau Cổ Phúc |